# Лаз (Винцу де Жос)
Лаз (рум. Laz) насеље је у Румунији у округу Алба у општини Винцу де Жос. Oпштина се налази на надморској висини од 591 m.

## Становништво
Према подацима из 2002. године у насељу је живело 13 становника, од којих су сви румунске националности.